# Jerne (Esbjerg)
Jerne ist ein Stadtteil von Esbjerg, vier Kilometer nordöstlich des Zentrums gelegen.
Jerne liegt im Jerne Sogn und gehört verwaltungsmäßig zu Esbjerg Kommune. Im Stadtteil befindet sich die Jerne Kirke und der Jerne Kro, zudem gibt es den Sportverein Jerne IF.
Die Einwohnerzahl von Jerne Sogn betrug 2014 10.366.

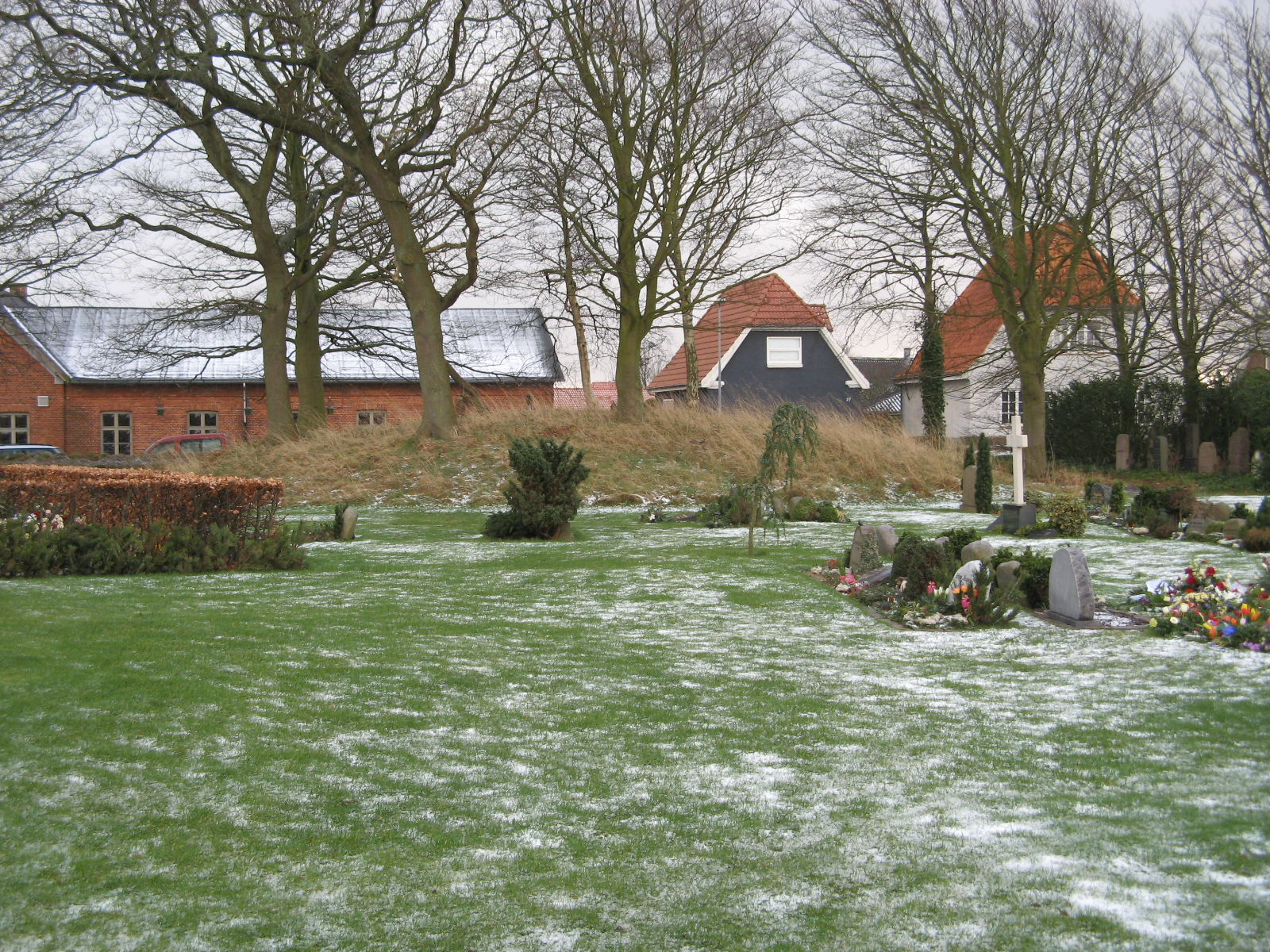
Grabhügel an der Jerne Kirke

## Verkehr
Seit Dezember 2020 hat Jerne einen Haltepunkt an der Bahnstrecke Lunderskov–Esbjerg.